# Batallón de Instrucción de Reclutas n.º 1

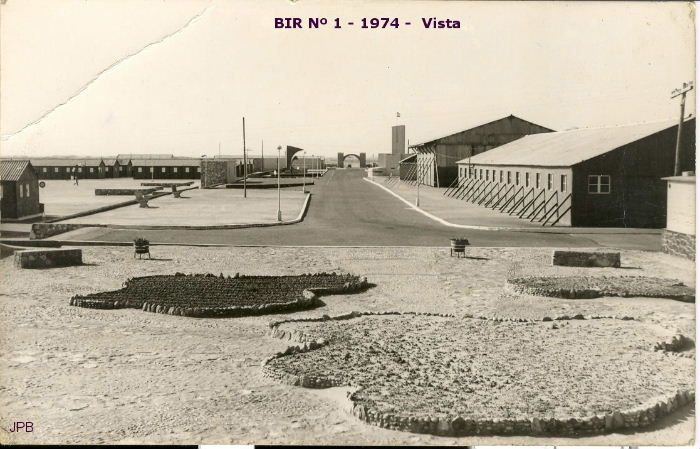
Vista del BIR.

El Batallón de Instrucción de Reclutas n.º 1 o BIR n.º 1 era el campamento militar donde los soldados españoles de reemplazo destinados al Sáhara Español realizaban su período de instrucción, primera etapa de su servicio militar obligatorio.
Situado a 25 km de El Aaiún, en Cabeza Playa de El Aaiun (El Marsa) fue construido en la década de 1960 y se mantuvo operativo hasta la invasión marroquí del territorio en 1975.
- Datos: Q5723462